# Caroline? (film fra 1990)
Caroline? er en amerikansk film fra 1990 af Joseph Sargent.

## Medvirkende
- Stephanie Zimbalist som Caroline
- Pamela Reed som Grace Carmichael
- George Grizzard som Paul Carmichael
- Patricia Neal som Miss Trollope
- Dorothy McGuire som Flora Atkins
- Shawn Phelan som Winston Carmichael
- Jenny Jacobs som Heidi Carmichael
- John Evans som Winston as Adult
- John Bennes som Simmons